# Scott Kannberg
Christopher Scott "Spiral Stairs" Kannberg, född 30 augusti 1966 i Stockton, Kalifornien, USA, är en amerikansk musiker och låtskrivare.
Han var gitarrist i indierock-bandet Pavement. Efter Pavement's upplösning 1999, bildade han bandet Preston School of Industry. Han är även barndomsvän till Stephen Malkmus, sångare i Pavement.
Kannberg har ett eget skivbolag, Amazing Grease Records.
Hösten 2009 släppte han sitt första soloalbum The Real Feel.